# Antoni Brodowski

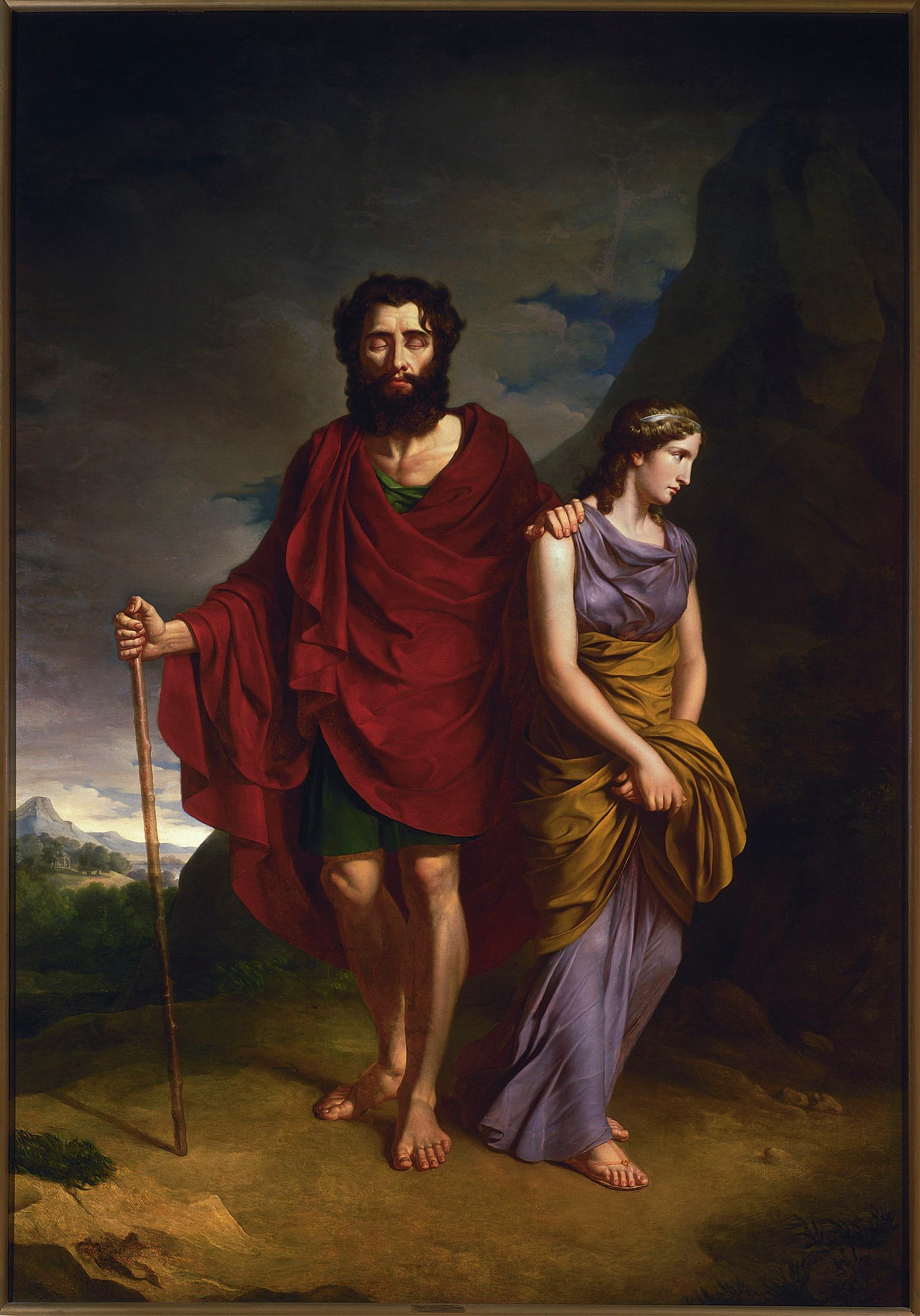
„Oedip și Antigona”

Antoni Stanisław Brodowski (26 decembrie 1784, Varșovia - 31 martie 1832, Varșovia) a fost un pictor și pedagog de excepție, reprezentant de seamă al clasicismului în arta poloneză.

## Date biografice[4]
Antoni Brodowaski s-a născut în anul 1784 la Varșovia și a fost botezat pe data de 26 decembrie.  El a deprins arta picturii de la Felix Ivo Leicher, fiind instruit în particular, acasă și prin școli private. După moartea tatălui său, Tadeusz Brodowski, care a survenit în anul 1805, tânărul Antoni a fost invitat la Paris în calitate de guvernant al copiilor grafului Tadeusz Mostowski care era pe vremea aceea ministrul afacerilor interne al Ducatului Varșoviei. Cu ocazia acestei deplasări la Paris, Antoni Brodowski a vizitat pe miniaturistul Jean Baptiste Augustin la atelierul acestuia. După trei ani, în anul 1808 revine în Polonia, un an mai târziu, în 1809 câștigă o bursă a Ministerului Învățământului Public al Ducatului Varșoviei, ocazie cu care revine la Paris. Aici lucrează asiduu în atelierul idolului său Jacques - Louis David o mulțime de lucrări de inspirație antică. În anul 1811, David părăsește Franța, moment în care pictorul polonez devine cel mai bun prieten și elev al lui François Gerard. Pentru o perioadă va picta și în atelierul lui Anne - Louis Girodet.
La sfârșitul anului 1814, Antoni Brodowski revine la Varșovia și în anul 1819 are prima expoziție de arte frumoase. Această expoziție îl face să devină celebru în cercurile artistice din capitala ducatului, el primind medalia de aur pentru tabloul „Saul se înfurie pe David” realizat în perioada 1812 - 1819 (tabloul se află astăzi la Muzeul Național din Varșovia). Datorită acestui eveniment, Brodowski  reușește ca în anul 1820 să obțină postul de profesor de desen și pictură în cadrul Secției de Arte Frumoase a Universității din Varșovia. După patru ani de profesorat, Brodowski își ia gradul de titular și devine profesor principal începând din anul 1829. Ca teme abordate, Antoni Brodowski milita pentru abordarea unor metode progresive în pictură, pentru studierea corpului uman în naturalețea sa nativă și nu doar copierea elementelor picturale caracteristice statuilor antice din marmură.
Începând cu anul 1822 începe să facă portretele activiștilor din domeniul științific și artistic, ocazie cu care Brodowski devine membru al Asociației Prietenilor Științei din Varșovia. În perioada 1819 - 1828 deschide, în Varșovia, și participă la o mulțime de expoziții personale. În anul 1823 participă la un concurs de pictură cu subiect istoric cu tema „Regele Oedip”.
Compozitiile sale sunt de foarte mari dimensiuni, cu multe figuri, și de multe ori bazate pe teme din antichitate, cu teme mitologice și biblice precum și teme cu substrat istoric. Renumele lui Antoni Bodowski este datorat portretelor sale, el fiind cel mai mare portretist  polonez al vremii sale, exemplu în acest sens fiind „Portretul fratelui Karol” (realizat în anul 1815, aflat astăzi la Muzeul Național din Varșovia). Antoni Brodowski părăsește canoanele clasicismului prefigurând tendințele romantismului prin care  efortul pictorului este direcționat în reflectarea cât mai bună a caracterului și a lumii interioare ale persoanelor apropiate. Părul lui Karol este învolburat, ochii mari și expresivi, privirea melancolică, la gât are legată o batistă ce se definește ca un element important pentru un dandy romantic.
Opera lui Antoni Brodowski cuprinde multe picturi reprezentative pentru pictura poloneză clasică, cum ar fi: „Portretul istoricului Julian Ursyn Niemcewicz”, „Oedip și Antigona”, „Portretul arhiepiscopului Szczepan Holowczyc”, „Împăratul Alexader I înmânând o diplomă Universității din Varșovia”, etc. În pictura sa „Oedip și Antigona”, Antigona ca personaj tragic din mitologia greacă, își însoțește tatăl orb în orașul Colon, Oedip părăsind de bună voie Teba ca urmare a unui patricid. Brodowski realizea scena printr-o claritate clasică a compoziției, printr-o gamă fină a culorilor și o precizie a desenului demnă de invidiat.
Celebritatea pictorului revine și din executarea scenelor decorative de la Teatrul Național din Varșovia precum și din mai multe palate poloneze construite în acea vreme. În anul 1824, Antoni Brodowski publică o lucrare despre teoria picturii pe care a intitulat-o „Despre situația Școlii de arte”.  Ca discipoli ai săi se pot enumera: Jakub Tatarkiewicz, Rafal Hadziecwicz și proprii săi copii.
Antoni Brodowski a avut doi fii: Iosif și Thaddeus, care au fost ca și tatăl lor, pictori. În 1825 a fost făcut Cavaler al Ordinului Saint Stanislaus clasa III. Antoni Brodowski moare la 31 martie 1832 la Varșovia.

## Galerie imagini

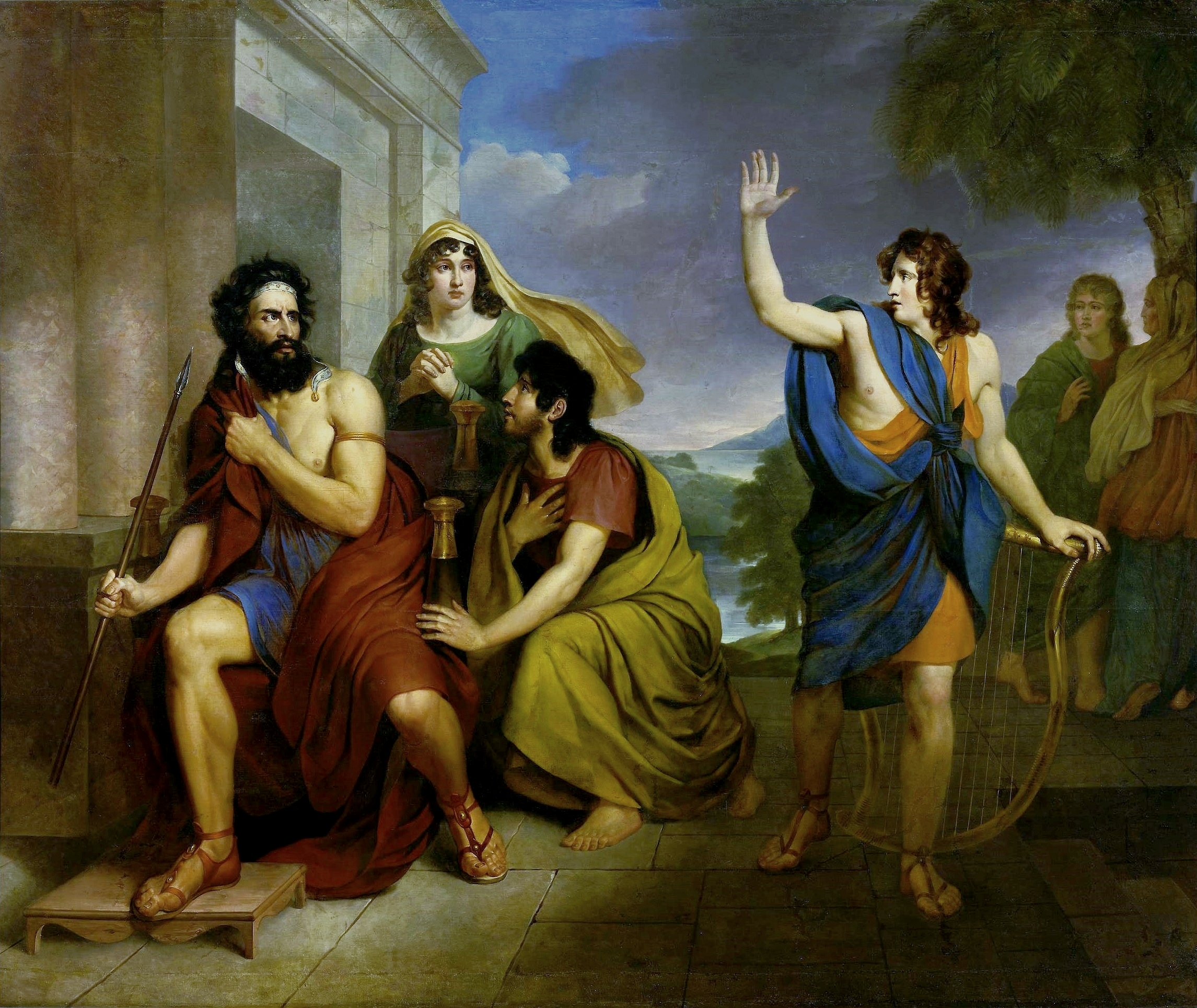
„Saul se înfurie pe David”
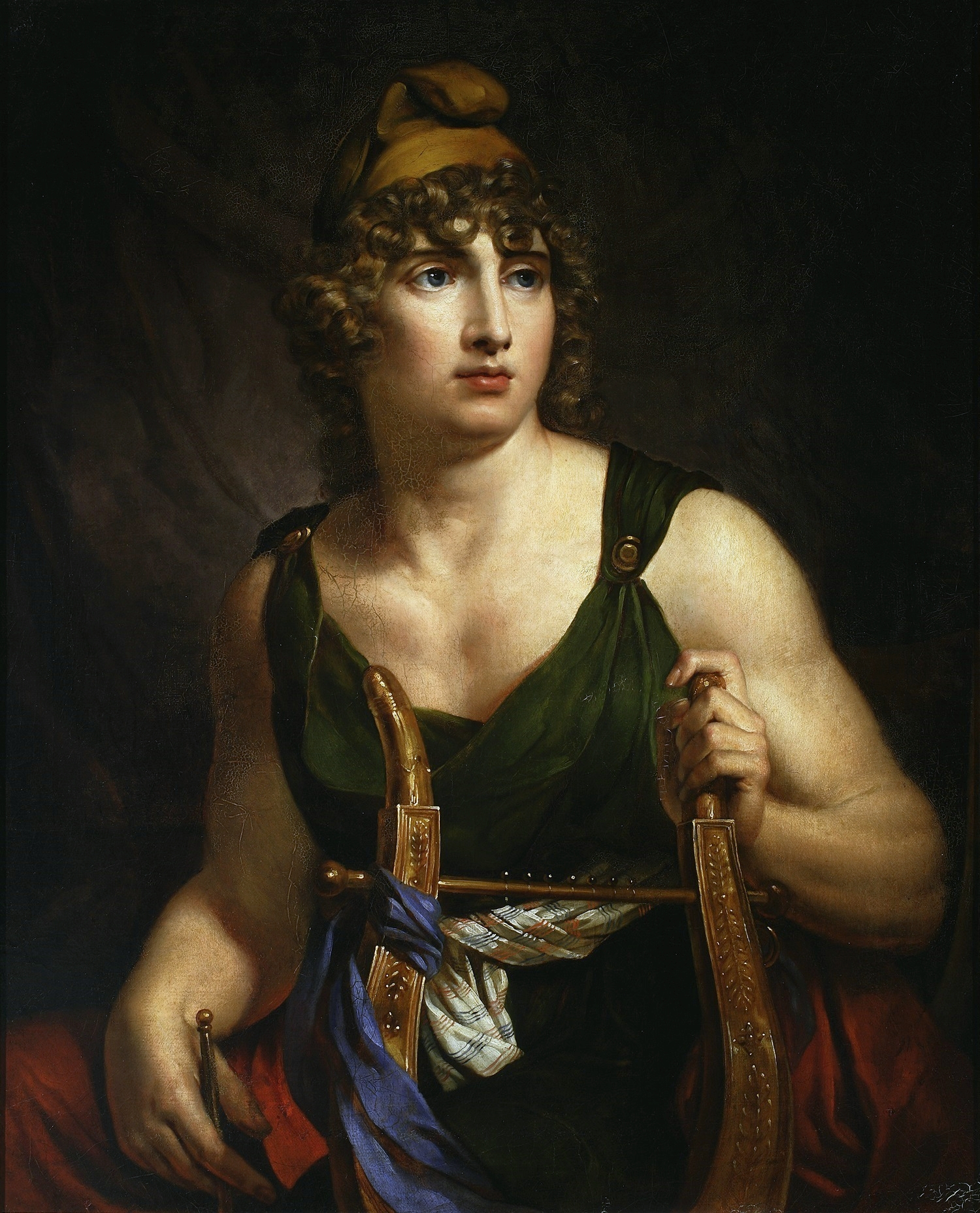
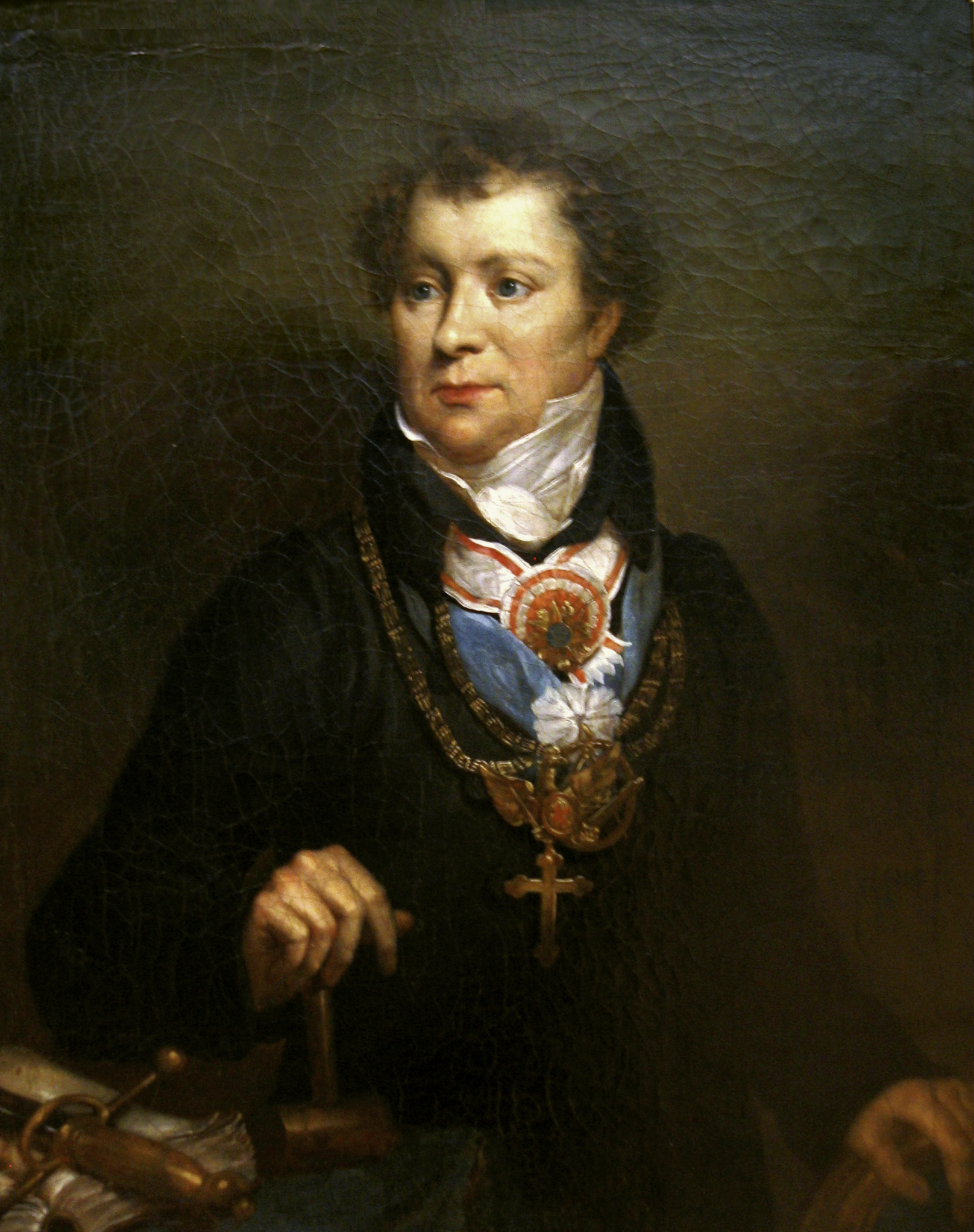
Portretul lui Ludwik Osiński
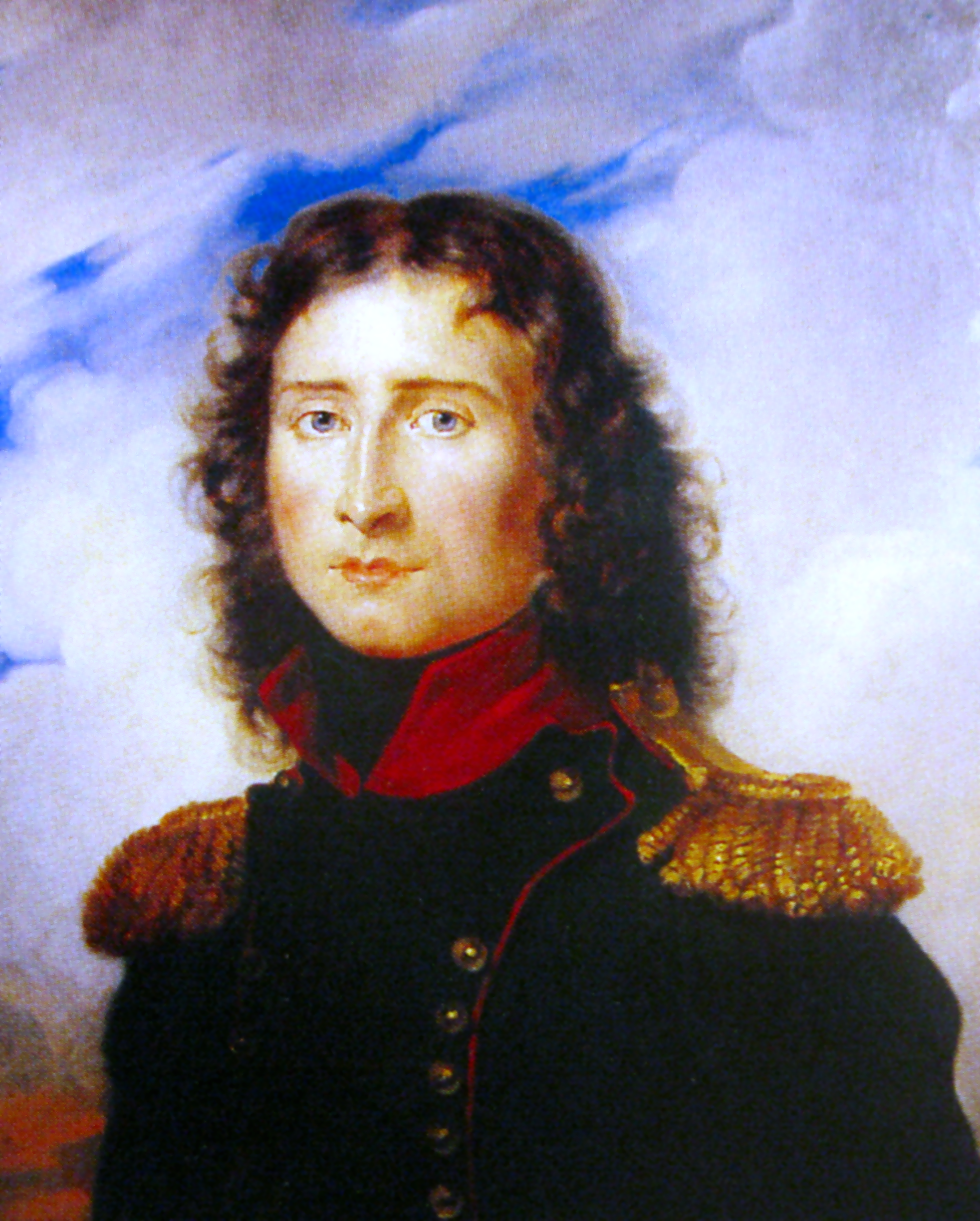
Portretul lui Józef Sułkowski
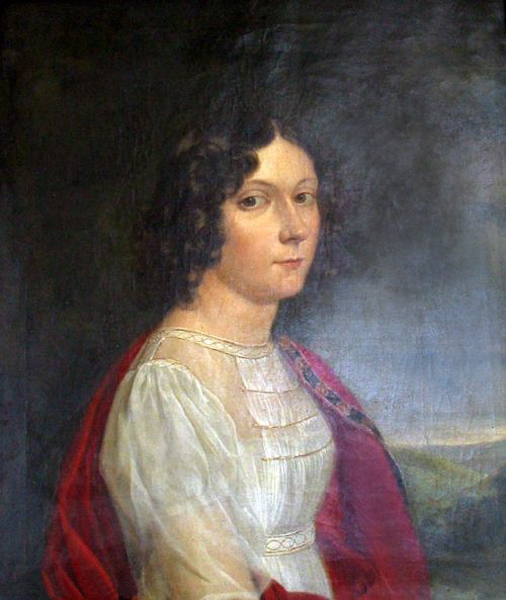
Portretul Annei Raczyńsk
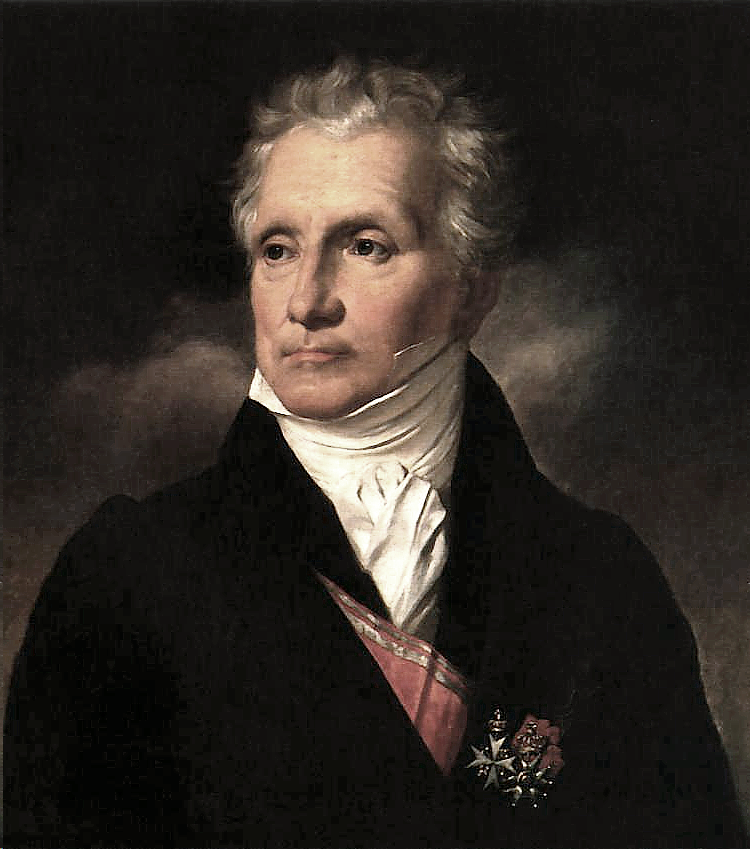
Portretul lui Aleksander Batowski